# ليه دو-فيل
ليه دو-فيل هي بلدية فرنسية تقع في إقليم الأردين في منطقة غراند إيست. 